# رياعة غينية
رَّيَّاعَة غينية (الاسم العلمي: Syzygium guineense)، هي شجرة غابة مورقة من فصيلة الآسية، توجد في أجزاء كثيرة من إفريقيا برية ومستأنسة. كل من ثمارها وأوراقها صالحة للأكل. يتم امتصاص اللب وجلد الفاكهة والتخلص من البذور. يطلق عليه أحيانًا اسم «توت العليق»، ولكن هذا قد يشير أيضًا إلى أنواع أخرى من الرياعة.
مواطنها في أفريقيا الاستوائية - من السنغال إلى الصومال، وجنوب ناميبيا وزيمبابوي وجنوب أفريقيا؛ شبه الجزيرة العربية - اليمن والسعودية.